# Anton Bettelheim

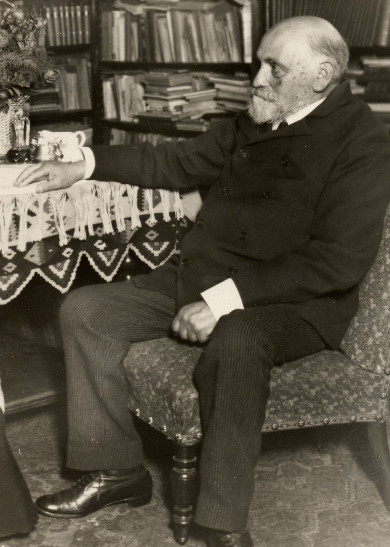
Anton Bettelheim

Anton Bettelheim, född 18 november 1851 i Wien, död där 29 mars 1930, var en österrikisk skriftställare. 
Han studerade först juridik och övergick sedan till att studera litteraturhistoria. Bland Bettelheims arbeten märks särskilt hans biografier över Beaumarchais (1886) och Anzengruber (1891, 2:a upplagan 1897), den sistnämnda ingående i en av Bettelheim 1894-1897 utgiven biografisk samling, Geisteshelden. Bettelheim utgav också den sistnämndes Briefe, mit neuen Beiträgen zu seiner Biographie (1902). Han var även verksam som kritiker och har samlat en del av sina uppsatser i Die Zukunft unsers Volksteaters (1892), Deutsche und Franzosen (1895) och Acta diurna (1899).